# 達維德科沃站
達維德科沃站（羅馬化：Davydkovo）是莫斯科地鐵大環線的一個車站，2021年12月7日啟用。